# Bianca Williams (antropologa)
Bianca Christel Williams (1980) è un'antropologa, saggista e attivista statunitense.
Il suo lavoro è incentrato sui neri americani. Nel novembre 2016 l'American Anthropological Association e la Oxford University Press l'hanno premiata con il AAA /Oxford University Press Award for Excellence in Undergraduate Teaching of Anthropology. Williams è Professore Associato di Antropologia presso il Graduate Center della City University di New York.

## Biografia
Bianca Williams ha studiato antropologia culturale all'Università Duke, conseguendo un BA nel 2002, un MA nel 2005 e un Ph.D. nel 2009, nonché un certificato di laurea in studi africani e afroamericani. Nel 2009 è stata assunta come assistente professore presso l'Università del Colorado Boulder, dove i suoi corsi includevano la trattazione delle donne nere, dei diritti civili, del movimento del potere nero e "l'etnografia della nerezza americana". Incoraggia i suoi studenti a leggere libri di narrativa, poesie e di autoaiuto fianco a fianco con la borsa di studio accademica. Nel gennaio 2017 è stata promossa e ha ricevuto una cattedra presso il Dipartimento di Antropologia dell'Università del Colorado, e nello stesso anno è stata assunta come professore associato presso il Graduate Center della City University di New York. Nel 2018 ha pubblicato The Pursuit of Happiness: Black Women, Diasporic Dreams, and the Politics of Emotional Transnationalism.
Williams descrive il suo approccio pedagogico in Radical Honesty: Truth-tell-tell as Pedagogy for Working through Shame in Academic Spaces, un capitolo in Race, Equity, and the Learning Environment (maggio 2016) che incoraggia i suoi studenti a sfidare le tradizioni istituzionali razziste superando la vergogna e promuovendo il cambiamento.

## Pubblicazioni selezionate
- Williams, Bianca C., The Pursuit of Happiness Black women, Diasporic Dreams, and the Politics of Emotional Transnationalism, Durham, Duke University Press, 2018, ISBN 9780822370253.
- Navarro, Tami, Williams, Bianca C. e Ahmad, Attiya, Sitting at the Kitchen Table: Fieldnotes from Women of Color in Anthropology, in Cultural Anthropology, vol. 28, n. 3, 2013,  pp. 443-463, DOI:10.1111/cuan.12013. URL consultato il 23 febbraio 2017 (archiviato dall'url originale il 24 febbraio 2017).
- Williams, Bianca C., 'Don't Ride the Bus!' and Other Warnings Women Anthropologists are Given During Fieldwork, in Transforming Anthropology, vol. 17, n. 2, 2009,  p. 155, DOI:10.1111/j.1548-7466.2009.01052.x, ISSN 1548-7466 (WC · ACNP).
- Williams, Bianca, Virtual Ethnography (XML), Oxford Bibliographies in Anthropology, Oxford University Press, 2013, DOI:10.1093/obo/9780199766567-0107.